# Чемпіонат світу з дзюдо 2019
Чемпіонат світу з дзюдо 2019  проходив у Токіо, Японія з 25 серпня по 1 вересня 2019 року.

## Медальний залік
| Місце   | Країна  | Золото | Срібло | Бронза | Загалом |
| ------- | ------- | ------ | ------ | ------ | ------- |
| 1       |         | 0      | 0      | 0      | 0       |
| Загалом | Загалом | 0      | 0      | 0      | 0       |

## Змагання

### Чоловіки
| Змагання     | Золото                     | Срібло                           | Бронза                      |
| ------------ | -------------------------- | -------------------------------- | --------------------------- |
| До 60 кг     | Лукум Чхвіміані Грузія     | Шарафуддін Лутфіллаєв Узбекистан | Єлдос Сметов Казахстан      |
| До 60 кг     | Лукум Чхвіміані Грузія     | Шарафуддін Лутфіллаєв Узбекистан | Рюджю Наґаяма Японія        |
| До 66 кг     | Йосіро Маріяма Японія      | Кін Нім Хам Південна Корея       | Хіфумі Абе Японія           |
| До 66 кг     | Йосіро Маріяма Японія      | Кін Нім Хам Південна Корея       | Деніс Вієру Молдова         |
| До 73 кг     | Сьохей Оно Японія          | Рустам Оруджев Азербайджан       | Хідаят Гейдаров Азербайджан |
| До 73 кг     | Сьохей Оно Японія          | Рустам Оруджев Азербайджан       | Денис Ярцев Росія           |
| До 81 кг     | Сагі Мукі Ізраїль          | Маттіас Кассе Бельгія            | Антуан Валуа-Фортьє Канада  |
| До 81 кг     | Сагі Мукі Ізраїль          | Маттіас Кассе Бельгія            | Лука Майсурадзе Грузія      |
| До 90 кг     | Нокль ван'т Енд Нідерланди | Соїтіро Мукай Японія             | Аксель Клерже Франція       |
| До 90 кг     | Нокль ван'т Енд Нідерланди | Соїтіро Мукай Японія             | Неманья Майдов Сербія       |
| До 100 кг    | Жорже Фонсека Португалія   | Ніяз Ільясов Росія               | Міхаель Коррел Нідерланди   |
| До 100 кг    | Жорже Фонсека Португалія   | Ніяз Ільясов Росія               | Аарон Вольф Японія          |
| Понад 100 кг | Лукаш Крпалек Чехія        | Хісайосі Харасава Японія         | Кім Мін Джон Південна Корея |
| Понад 100 кг | Лукаш Крпалек Чехія        | Хісайосі Харасава Японія         | Рой Мейєр Нідерланди        |

### Жінки
| Змагання    | Золото                    | Срібло                  | Бронза                       |
| ----------- | ------------------------- | ----------------------- | ---------------------------- |
| До 48 кг    | Дар'я Білодід Україна     | Фуна Тонакі Японія      | Мунхбатин Уранцецег Монголія |
| До 48 кг    | Дар'я Білодід Україна     | Фуна Тонакі Японія      | Дістрія Краснікі Косово      |
| До 52 кг    | Ута Абе Японія            | Наталія Кузютіна Росія  | Майлінда Келменді Косово     |
| До 52 кг    | Ута Абе Японія            | Наталія Кузютіна Росія  | Ай Сісіме Японія             |
| До 57 кг    | Кріста Деґучі Канада      | Цукаса Йосіда Японія    | Юлія Ковальчик Польща        |
| До 57 кг    | Кріста Деґучі Канада      | Цукаса Йосіда Японія    | Рафаела Сілва Бразилія       |
| До 63 кг    | Кларісс Агбеньєну Франція | Міку Тасіро Японія      | Мартіна Трайдос Німеччина    |
| До 63 кг    | Кларісс Агбеньєну Франція | Міку Тасіро Японія      | Юул Франссен Нідерланди      |
| До 70 кг    | Марі-Їв Гайє Франція      | Барбара Тімо Португалія | Саллі Конвей Велика Британія |
| До 70 кг    | Марі-Їв Гайє Франція      | Барбара Тімо Португалія | Марго Піно Франція           |
| До 78 кг    | Мадлен Малонга Франція    | Сорі Хамада Японія      | Лоріана Кука Косово          |
| До 78 кг    | Мадлен Малонга Франція    | Сорі Хамада Японія      | Майра Агіар Бразилія         |
| Понад 78 кг | Акіра Соне Японія         | Ідаліс Ортіс Куба       | Кайра Саїт Туреччина         |
| Понад 78 кг | Акіра Соне Японія         | Ідаліс Ортіс Куба       | Сара Асахіна Японія          |

### Змішана команда
| Змагання | Золото | Срібло | Бронза |
| -------- | --- | --- | --- |
| Команда  | Японія Тідзуру Арай Сорі Хамада Хісайосі Харасава Соїчі Хашімото Кокоро Кагуера Соїтіро Мукай Саншіро Мурао Сьохей Оно Юко Оно Акіра Соне Момо Тамаокі Цукаса Йосіда | Франція Амандін Бюшар Гійом Шен Аксель Клерже Сара-Леоні Сізік Альфа Умар Джало Марі-Їв Гайє Александр Іддір Кіліан Ле Блуш Анна Фатумата М'Байро Мадлен Малонга Сіріль Маре Марго Піно | Росія Ксенія Чібісова Кирил Денисов Лечі Єдієв Анна Гушчіна Михайло Ігольников Хусен Халмурзаєв Анастасія Конкіна Дарія Межецька Євгеній Прокопчук Олена Прокопенко Мадіна Таймазова Інал Тасоєв       |
| Команда  | Японія Тідзуру Арай Сорі Хамада Хісайосі Харасава Соїчі Хашімото Кокоро Кагуера Соїтіро Мукай Саншіро Мурао Сьохей Оно Юко Оно Акіра Соне Момо Тамаокі Цукаса Йосіда | Франція Амандін Бюшар Гійом Шен Аксель Клерже Сара-Леоні Сізік Альфа Умар Джало Марі-Їв Гайє Александр Іддір Кіліан Ле Блуш Анна Фатумата М'Байро Мадлен Малонга Сіріль Маре Марго Піно | Бразилія Марія Сулін Альтман Едуардо Барбоса Таміреш Круде Рафаел Маседо Девід Моура Марія Портела Еллен Санатана Едуардо Юді Сантос Джеферсон Сантос Джуніор Рафаел Сілва Рафаела Сілва Беатріс Соуза |